# Beauval (Saskatchewan)
Pour les articles homonymes, voir Beauval.

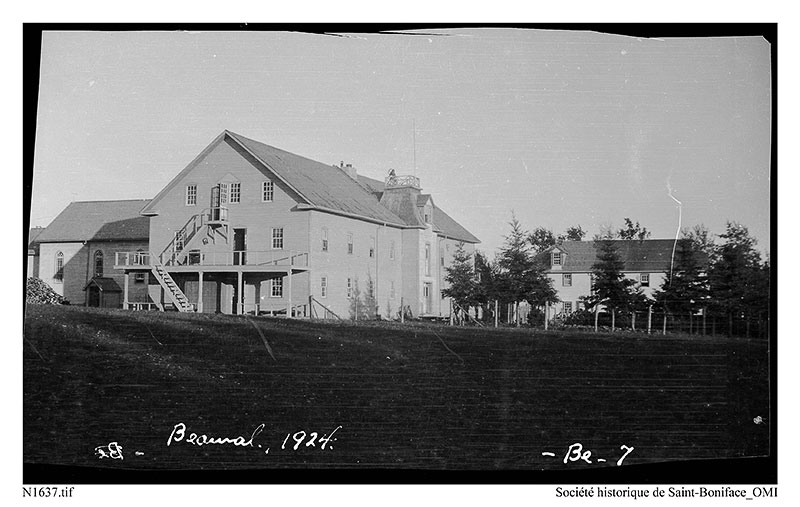
L'école du village de Beauval en 1924.

Beauval est une communauté rurale, formant une réserve amérindienne, située dans le nord-ouest de la province de la Saskatchewan au Canada.

## Présentation
Le village de Beauval comptait 756 habitants au recensement de la population de 2011. La grande majorité de la population est d'origine amérindienne de la Nation des Dénés. 90 % d'entre eux parlent la langue chipewyan.
Un grand nombre porte un nom francophone, ce qui traduit les liens serrés et cordiaux avec les premiers trappeurs et explorateurs Canadiens-français.

## Historique
Les premiers européens à s'aventurer dans cette région furent les trappeurs et coureurs des bois Canadiens-français dès la fin du XVIIIe siècle. Au milieu du XIXe siècle, les missionnaires Oblats de Marie-Immaculée arrivèrent dans la région, conduits par le père Pénard. 
En 1910, le trappeur Alexandre Laliberté fonde le poste de traite de Beauval. Les Amérindiens s'installent autour de ce poste de traite et l'activité autour du commerce de la fourrure s'organise avec la Compagnie de la baie d'Hudson. 
Le 19 septembre 1927, est inauguré le pensionnat autochtone au Canada pour la jeunesse amérindienne vivant à Beauval et à Île-à-la-Crosse.
En 1969, La communauté amérindienne s'organise avec la mise en place d'une autorité communautaire locale de Beauval (Beauval Local Community Authority) pour leur réserve amérindienne. La réserve néanmoins se dépeuple et passe de 806 habitants en 2006 à 756 personnes en 2011.

## Démographie
| 2001 | 2006 | 2011 | 2016 |
| ---- | ---- | ---- | ---- |
| 843  | 806  | 756  | 640  |